# Ett riktigt mord?
Ett riktigt mord? (engelska: Brainscan) är en amerikansk science fiction-film från 1994, regisserad av John Flynn och skriven av Brian Owens och Andrew Kevin Walker. Huvudrollerna görs av Edward Furlong, Frank Langella, Amy Hargreaves, Jamie Marsh och T. Ryder Smith. Soundtracket komponerades av George S. Clinton.